# Antalis novemcostata
Antalis novemcostata är en blötdjursart som först beskrevs av Jean-Baptiste Lamarck 1818.  Antalis novemcostata ingår i släktet Antalis och familjen Dentaliidae. Inga underarter finns listade i Catalogue of Life.